# Als ich im Sterben lag
Als ich im Sterben lag, engl. As I Lay Dying, ist ein Roman von William Faulkner, der 1930 in den USA veröffentlicht wurde und den ereignisreichen Leichenzug einer armen Farmersfamilie beschreibt.

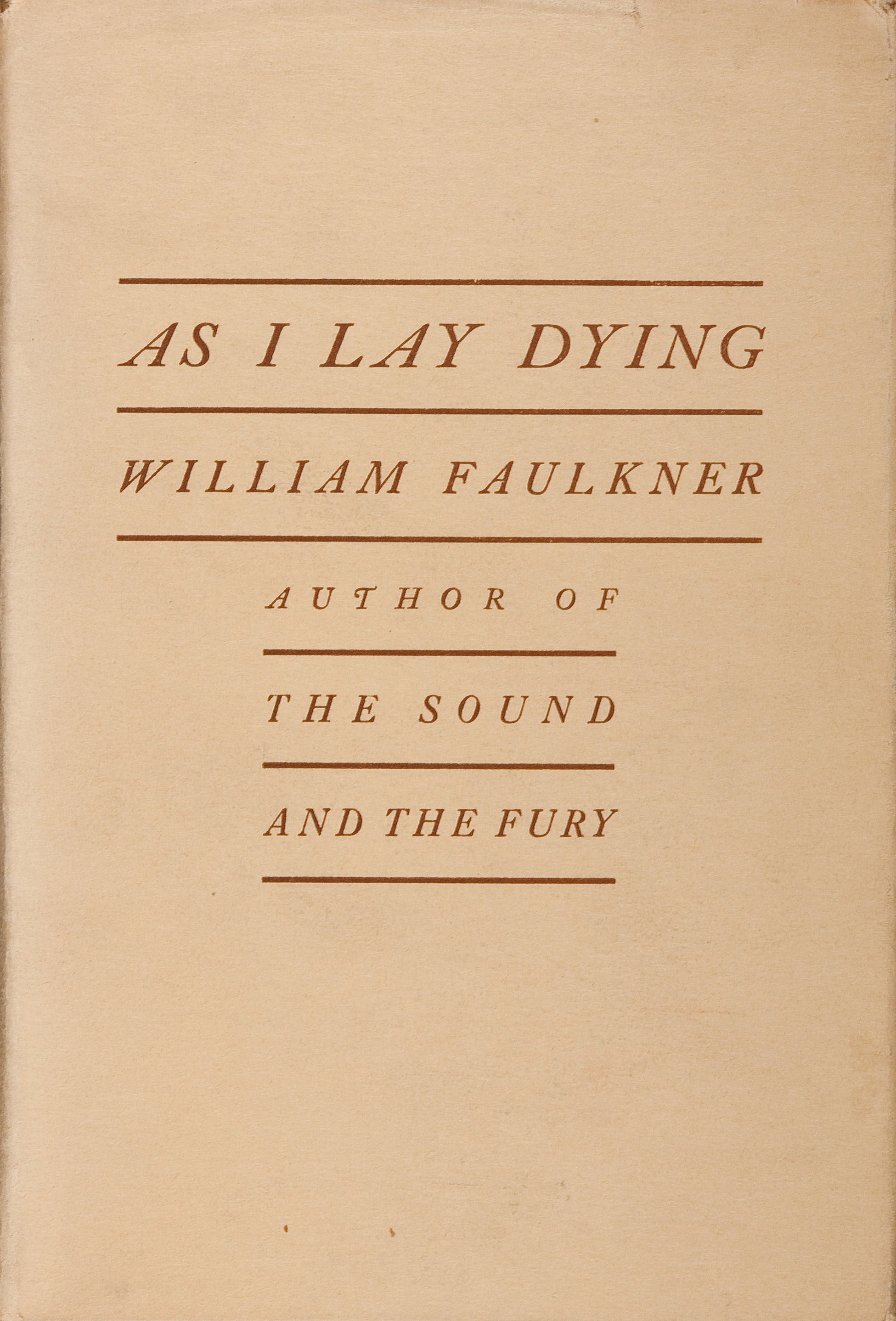
Erstausgabe von As I Lay Dying (1930)

## Inhalt
Addie Bundren, eine arme Farmersfrau, stirbt und soll in ihrer Heimatstadt Jefferson im fiktiven Yoknapatawpha County beerdigt werden. Die Ereignisse auf dem Weg dorthin, 40 Meilen über die Landstraße auf einem Mauleselgespann, werden von den Mitgliedern der Familie, von Freunden und Nachbarn erzählt, ein Staffellauf der Berichte an einen nicht in Erscheinung tretenden Protokollanten der inneren Monologe und Bewußtseinsströme.
Es wirken 15 Erzählstimmen in 59 Beiträgen mit: unter anderem der Familienvater Anse, bucklig, anfangs ohne Zähne und Gebiss, selbstmitleidig, verschlagen, faul und feige, der sich aber doch durchzusetzen weiß; der älteste Sohn Cash, etwas einfältig, aber geschickt; der zweitälteste Darl, nachdenklich, immer schon für verrückt gehalten und es schließlich werdend; der dritte, Jewel, cholerisch, hartnäckig, mutig, ein Pferdenarr; die einzige Tochter, Dewey Dell, schwanger und still, nach dem von Darl gestörten Geschlechtsverkehr mit Lafe auch mit Groll gegen Darl; der jüngste, Vardaman, etwa fünf Jahre alt; die verstorbene Addie selbst sowie – neben weiteren Figuren – der fundamentalistische Prediger Whitfield, mit dem Addie ihren Mann Anse betrogen hat.
Wenn auch der Leichenzug den Hauptstrang der Erzählung bildet, entsteht durch eine Reihe von Nebenlinien der Reisebericht als ein komplexes Handlungsgewebe: vor Beginn des Transports das eben noch vorgezogene schnelle Geldverdienen mit einer Fuhre Holz, das Mitreiten Jewels auf dem einst ohne Wissen der Familie gekauften Pferd, die Überwindung eines über die Ufer getretenen Flusses, der erneute Beinbruch Cashs in den Strudeln – später von der Familie mit Zement geschient, der Verlust ihres Gespanns und der Kauf eines neuen, der Missbrauch Dewey Dells – ihr von einem Arztgehilfen als Mittel gegen die Schwangerschaft verkauft, Addies allmählich geruchsintensive Leiche, die Unterordnung der Familie unter Anses Nebenziele der Reise, den Erwerb eines neuen Gebisses und Addies Schwester als neuer Frau.
Das alles macht aus dem Leichenzug eine traurigkomische Höllenfahrt, an deren Ende der Brandstifter Darl ins Irrenhaus eingeliefert wird, Dewey Dell das Geld für eine Abtreibung, Jewel sein Pferd und Cash möglicherweise einen Fuß verliert. Die Unbeirrbarkeit der Protagonisten bei der Realisierung ihres zweifelhaften Plans, der mitunter lebensgefährliche Einsatz der Familie für das „richtige“ Begräbnis Addies, der „Aufruhr des rohen Lebens gegen alle edlen und höheren Absichten,“ macht das ganze Unternehmen zu einer Groteske.

## Erzählweise
„In neunundfünfzig Abschnitten entwickelt sich diese Geschichte aus der kaleidoskopisch wechselnden Perspektive von vierzehn Personen, eine Erzähltechnik, die es Faulkner ermöglicht, nicht nur die komplexen Motive und die Wechselbeziehungen zwischen den Familienangehörigen von allen Seiten zu beleuchten, sondern auch in dem Roman eine zweifache Reise zu beschreiben: die tatsächliche Fahrt der Bundrens nach Jefferson und, parallel dazu, die Reise nach innen, die nicht allein zur Selbstentdeckung der Beteiligten, sondern auch zur Erkenntnis ihrer Rolle innerhalb der Familie führt.“
Faulkner entwickelt mit diesem Experiment des Perspektivenwechsels eine Poesie des langsamen Erzählens: Alle Figuren haben anfangs nur vage umschriebene Charaktere, die erst allmählich in den wechselseitigen Spiegelungen, in spärlichen Dialogen und Handlungen an Konturen gewinnen, wobei einiges bis zum Schluss im Undeutlichen bleibt. „Heute sind solche multiperspektivischen Erzähltechniken vertraut, doch 1930 war das eine aufsehenerregende literarische Errungenschaft.“
Ausführlich widmet sich Faulkner den Alltagsphilosophien der Figuren, so z. B. Anses Ausführungen zum Thema waagrecht und senkrecht, denen Dewey Delles übers Alleinsein, Darls über Sein und Nicht-Sein, denen des Nachbarn Tull über die Festigkeit der Dinge oder denen von Addie zum Verhältnis schöner Begriffe zur Wirklichkeit, damit seine Wertschätzung der Protagonisten offenbarend. Faulkner habe seine Heimat als „Goldmine von Menschen“ geschätzt, zu denen die Mitglieder der Familie Bundren als „hochkarätige Goldstücke aus dieser Mine zählen“.
Diese Figurenperspektive ermöglicht es Faulkner, die Gefühlslagen nicht von außen zu behaupten oder zu kommentieren, sondern von innen, durch Handlungen und Figurenkommentare zu zeigen. Seine Bilder nutzt er als Leitmetaphern und arbeitet am inneren Film des Lesers durch Verbindung mehrerer Ebenen von Attributen, beispielsweise solchen der Kraft, der Zeit und der existentiellen Bedeutung: „… er zerrt es weiter, langsam, schrecklich.“

## Interpretation und Rezeption
Dieser neuntägige Leichenzug mit einem Maultiergespann, im Jahr 1930 für weite Teile der Vereinigten Staaten bereits  Zeichen einer archaischen, „aus der Zeit gefallenen“ Vergangenheit, ist eine Tour de Force oder eine Odyssee, ein Gleichnis für einen Zustand, in dem sich die Menschheit weiter voran quält. Der Reisebericht „wird zu einer Aussage über die Fähigkeit des Menschen, zu leiden, zu erdulden und zu leben, wie sie ähnlich in der modernen Romanliteratur selten zu finden ist. Der Leichenzug wird zu einem Zug des Lebens in seiner teils anarchischen Vielfalt.“
„Die tragikomische Odyssee einer armen Farmerfamilie, die sich aufmacht, den letzten Wunsch der verstorbenen Mutter zu erfüllen, gehört zu den Höhepunkten der amerikanischen Literatur des 20. Jahrhunderts.“ „Faulkner selbst bezeichnete das trotz Perspektivenvielfalt abgerundete Werk mehrfach als sein bestes; viele Kritiker haben ihm darin zugestimmt.“

## Deutschsprachige Ausgaben
- 1961 Als ich im Sterben lag, dt. von Albert Hess und Peter Schünemann, Zürich: Fretz und Wasmuth
- 1961 Als ich im Sterben lag, gleiche Übersetzung, Stuttgart: Goverts
- 1963 Als ich im Sterben lag, gleiche Übersetzung, , Frankfurt am Main: Bibliothek Suhrkamp
- 1973 Als ich im Sterben lag, gleiche Übersetzung, Zürich: Diogenes Taschenbuch ISBN 3-257-20077-3
- 1984 Als ich im Sterben lag, gleiche Übersetzung, Berlin/DDR: Volk und Welt
- 2012 Als ich im Sterben lag, dt. von Maria Carlsson, Reinbek: Rowohlt ISBN 978-3-498-02133-7[11]

## Sonstiges, Bearbeitungen
- Die US-amerikanische Metalcore-Musikgruppe As I Lay Dying hat ihren Bandnamen dem Buchtitel entliehen, ohne zu diesem Zeitpunkt den Inhalt des Buches zu kennen.[12]
- 2013 wurde der Roman von James Franco verfilmt. Er führte nicht nur Regie, sondern verfasste auch das Drehbuch und übernahm die Rolle des Darl Bundren.[13]
- 2019: Hörspiel des SWR2 vom 28. April 2019 (drei Teile), Bearbeitung und Regie: Walter Adler, zuletzt abgerufen am 16. Januar 2022